# 弗兰克·贾维斯

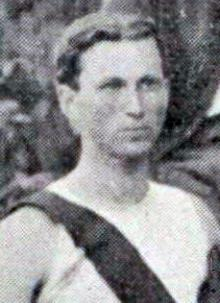
Frank Jarvis

弗兰克·华盛顿·贾维斯（英語：Frank Washington Jarvis，1878年8月31日—1933年6月2日），美国前男子田径运动员。他曾获得1900年夏季奥运会田径比赛男子100米金牌，他在同一届奥运也参加了三级跳远和立定跳远，但未能获得奖牌。